# Безголосово
Безголо́сово (рос. Безголосово) — село у складі Алейського району Алтайського краю, Росія. Адміністративний центр та єдиний населений пункт Безголосовської сільської ради.

## Населення
Населення — 629 осіб (2010; 741 у 2002).
Національний склад (станом на 2002 рік):
- росіяни — 86 %